# François Faber
François Faber, luksemburški kolesar, * 26. januar 1887, Aulnay-sur-Iton, Eure, † 9. maj 1915, Carency, Pas-de-Calais.
François Faber je bil rojen v Franciji vendar, ker je bil oče Luksemburžan, je lahko sprejel luksemburško državljanstvo.
Na Touru je prvič nastopil leta 1906, ki ga pa ni končal. Leto kasneje je končal na skupnem sedmem mestu, v letu 1908 pa je bil že drugi, ob dveh etapnih zmagah. Svoj največji uspeh je s skupno zmago doživel na Touru 1909, ko je hkrati zmagal kar na petih zaporednih etapah; rekord, ki je ostal vse do danes.
Vsega skupaj je zmagal na 19 etapah Toura, poleg teh pa je zmagoval še na dirkah po Lombardiji (1908), Pariz-Tours (1909, 1910), Sedan-Bruselj, Pariz-Bruselj (1909), Bordeaux-Pariz (1911) in Pariz-Roubaix (1913).
Ob izbruhu prve svetovne vojne se je Faber pridružil Francoski tujski legiji. Zgodba o njegovi smrti pravi, naj bi 9. maja 1915 pri Carencyju v bližini Arrasa prejel telegram ob rojstvu hčerke in ob tem od veselja skočil ven iz strelskega jarka, nakar ga je zadel nemški metek. Druga, bolj sprejeta, pa pravi, naj bi bil ustreljen ob prenosu ranjenega vojaka z nikogaršnjega ozemlja nazaj v bazo, vsekakor v času druge bitke za Artois na območju med krajema Carency in Mont-Saint-Éloi.
Po njem je poimenovana manjša kolesarska dirka v Luksemburgu. V baziliki Loretske Matere Božje na francoskem vojaškem pokopališču v bližini Arrasa mu je postavljena spominska plošča.